# Mosaikvirus
Mosaikvirus (bzw. Mosaikviren) ist eine nicht-taxonomische Klassifizierung von Pflanzenviren (Phytoviren)  aufgrund ähnlicher durch sie hervorgerufener Symptome. Zu den Mosaikviren gehören (englische Namen nach International Committee on Taxonomy of Viruses (ICTV)):
- Gattung Alfamovirus

- Alfalfa-Mosaikvirus (Luzernenmosaikvirus), englisch Alfalfa mosaic virus (AMV), Spezies Alfamovirus AMV

- Gattung Cavemovirus

- Maniok-Adernmosaikvirus, en. Cassava vein mosaic virus (CsVMV), Spezies Cavemovirus venamanihotis

- Gattung Begomovirus

- Augenbohnenmosaikvirus, en. Vigna yellow mosaic virus (ViYMV), Spezies Begomovirus vignae
- Croton-Gelbadernmosaikvirus, en. Croton yellow vein mosaic virus (CroYVMV), Spezies Begomovirus crotoflavi
- Maniokmosaikviren der Gattung Begomovirus:

- Burkina-Faso-Maniokmosaikvirus, en. African cassava mosaic Burkina Faso virus (ACMBFV), Spezies Begomovirus manihotisburkinafasoense
- Afrikanisches Maniokmosaikvirus, en. African cassava mosaic virus (SACMV), Spezies Begomovirus warburgi
- Madagaskar-Maniokmosaikvirus, en. Cassava mosaic Madagascar virus (CMMGV), Spezies Begomovirus manihotismadagascarense
- Kamerun-Maniokmosaikvirus, en. East African cassava mosaic Cameroon virus (EACMCMV), Spezies Begomovirus manihotiscameroonense
- Kenia-Maniokmosaikvirus, en. East African cassava mosaic Kenya virus (EACMKV), Spezies Begomovirus manihotiskenyaense
- Malawi-Maniokmosaikvirus, en. East African cassava mosaic Malawi virus (EACMMV), Spezies Begomovirus manihotismalawiense
- Ostafrikanisches Maniokmosaikvirus, en. East African cassava mosaic virus (EACMV), Spezies Begomovirus manihotisafricaense
- Sansibar-Maniokmosaikvirus, en. East African cassava mosaic Zanzibar virus (EACMZV), Spezies Begomovirus manihotiszanzibarense
- Indisches Maniokmosaikvirus, en. Indian cassava mosaic virus (ICMV), Spezies Begomovirus manihotisindianense
- Südafrika-Maniokmosaikvirus, en. South African cassava mosaic virus (SACMV), Spezies Begomovirus warburgi
- Sri-Lanka--Maniokmosaikvirus, en. Sri Lankan cassava mosaic virus (SLCMV), Spezies Begomovirus stanleyi

- Mesta-Gelbadernmosaikvirus, Spezies „Mesta yellow vein mosaic virus“ (MeYVMV)
- Okra-Gelbadernmosaikvirus, en. Bhendi yellow vein mosaic virus (BYVMV), Spezies Begomovirus abelmoschusflavi
- Stockrosen-Gelbadernmosaikvirus, en. Hollyhock yellow vein mosaic virus (HoYVMV), Spezies Begomovirus alceamuvisi
- Wasserdost-Gelbadernmosaikvirus, en. Eupatorium yellow vein mosaic virus (EpYVMV), Spezies Begomovirus kokenae

- Gattung Bymovirus

- Weizenspindelstrichelmosaikvirus, en. Wheat spindle streak mosaic virus (WSSMV), Spezies Bymovirus tritici

- Gattung Carlavirus

- Hopfen-Mosaikvirus, en. Hop mosaic virus (HpMV), Spezies Carlavirus humuli
- Nieswurz-Mosaikvirus, en. Helleborus mosaic virus, Spezies Carlavirus hellebori
- Pappel-Mosaikvirus, en. Poplar mosaic virus (PMV), Spezies Carlavirus populi
- Pestwurz-Mosaikvirus, en. Butterbur mosaic virus (BuMV), Spezies Carlavirus petasitis
- Rotklee-Adernmosaikvirus, en. Red clover vein mosaic virus (RCVMV), Spezies Carlavirus trifolii

- Gattung Caulimovirus

- Blumenkohlmosaikvirus, en. Cauliflower Mosaic Virus (CaMV), Spezies Caulimovirus tessellobrassicae

- Gattung Comovirus

- Rettichmosaikvirus, en. Radish mosaic virus (RaMV), Comovirus raphani

- Gattung Cucumovirus

- Gurkenmosaikvirus, en. Cucumber mosaic virus (CMV, CuMV), Spezies Cucumovirus CMV

- Gattung Cytorhabdovirus

- Gersten-Gelbmosaikvirus, en. Barley yellow striate mosaic virus (BYSMV), Spezies Cytorhabdovirus hordei

- Gattung Ilarvirus

- Apfelmosaikvirus, en. Apple mosaic virus (AMV, ApMV), Spezies Ilarvirus ApMV

- Gattung Mastrevirus

- Trespen-Mosaikvirus, en. Bromus catharticus striate mosaic virus (BCSMV), Spezies Mastrevirus bromi

- Gattung Nepovirus

- Arabis-Mosaikvirus, en. Arabis mosaic virus (ArMV), Spezies Nepovirus arabis

- Gattung Potexvirus

- Bambusmosaikvirus, en. Bamboo mosaic virus (BaMV), Spezies Potexvirus bambusae
- Cymbidium-Mosaikvirus, en. Cymbidium mosaic virus (CymMV), Spezies Potexvirus cymbidii – siehe Cymbidium §Krankheiten und Schädlinge
- Kartoffel-Aucubamosaikvirus, en. Potato aucuba mosaic virus (PAMV), Spezies Potexvirus marmoraucuba
- Narzissen-Mosaikvirus, en. Narcissus mosaic virus (NMV), Spezies Potexvirus narcissi

- Gattung Potyvirus

- Blauregen-Adernmosaikvirus, en. Wisteria vein mosaic virus (WVMV), Spezies Potyvirus wisteriae
- Bohnengelbmosaik-Virus, en. Bean yellow mosaic virus (BYMV), Spezies Potyvirus phaseoluteum
- (Gewöhnliches) Bohnenmosaikvirus, en. Bean common mosaic virus (BCMV, auch Bean Commons Virus), Spezies: Potyvirus phaseovulgaris
- Kartoffelmosaikvirus, en. Wild potato mosaic virus (WPMV), Spezies Potyvirus muricati
- Selleriemosaikvirus, en. Celery mosaic virus (CeMV), Spezies Potyvirus apiumtessellati
- Sojabohnen-Mosaik-Virus, en. Soybean mosaic virus (SMV), Spezies Potyvirus glycitessellati
- Tulpenmosaikvirus, en. Tulip mosaic virus (TulMV), Spezies Potyvirus tulipatessellati
- Wassermelonen-Mosaikvirus, en. Watermelon mosaic virus (WMV), Potyvirus algeriaense
- Zucchini-Gelbmosaikvirus, en. Zucchini yellow mosaic virus (ZYMV), Potyvirus cucurbitaflavitesselati

- Gattung Rymovirus

- Raigrasmosaikvirus, en. Ryegrass mosaic virus (RGMV), Spezies Ryegrass mosaic virus

- Gattung Tobamovirus

- Grünscheckungsmosaikvirus der Gurke, en. Cucumber green mottle mosaic virus (CGMMV), Spezies Tobamovirus viridimaculae
- Grünscheckungsmosaikvirus der Kyuri, en. Kyuri green mottle mosaic virus (KGMMV), Spezies Tobamovirus kyuri
- Grünscheckungsmosaikvirus der Zucchini, en. Zucchini green mottle mosaic virus (ZGMMV), Spezies Tobamovirus cucurbitae
- Tabakmosaikvirus, en. Tobacco mosaic virus (TMV), Spezies Tobamovirus tabaci
- Tomatenmosaikvirus, en. Tomato mosaic virus (ToMV), Spezies Tobamovirus tomatotessellati

- Gattung Tymovirus

- Mildes Anden-Kartoffelmosaikvirus, en. Andean potato mild mosaic virus (APMMV0), Spezies Tymovirus mosandigenum
- Rübenmosaikvirus, en. Turnip yellow mosaic virus (TYMV), Spezies Tymovirus brassicae